# Hammerfist
Hammerfist es un videojuego de acción lateral desarrollado por Vivid Image y publicado en 1990 para Commodore Amiga, Atari ST, Commodore 64, Amstrad CPC y ZX Spectrum.

## Argumento
En el año 2215, el mundo es gobernado por una corporación llamada Centro-Holographix ('Metro-Holographix' en algunas versiones), que captura humanos sustituyéndolos por versiones holográficas que llevan a cabo su voluntad. Dos de esos agentes, Hammerfist y Metalisis, tienen una avería y se vuelven contra Centro-Holographix, buscando destruirla y liberar sus formas humanas originales. Como parte de su avería, los dos hologramas se han unido en un solo ser que puede cambiar a cualquiera de sus dos formas a voluntad. Inicialmente escapan de sus cápsulas de almacenamiento en un laboratorio situado en el fondo del mar, del que deben huir peleando, tras lo cual han de cruzar el océano, combatiendo a diversas criaturas submarinas en su camino. Finalmente, Hammerfist y Metalisis llegan a una ciudad destruida y penetran en las instalaciones de Centro-Holographix, enfrentándose y eventualmente destruyendo al gobernante de la organización, un ser conocido como El Amo. Hammerfist y Metalisis, separados ya en sus cuerpos originales, escapan Centro-Holographix para siempre.

## Jugabilidad
El jugador controla a Hammerfist (hombre) o Metalisis (mujer); al ocupar el mismo cuerpo, el jugador puede transformarse de uno a otro en cualquier momento para aprovechar sus distintas habilidades. Hammerfist es un luchador más poderoso, capaz de aguantar más daño y disparar rayos de energía con sus puños, mientras Metalisis puede hacer volteretas sobre obstáculos y huecos entre plataformas. Cada habitación consiste en una serie de desafíos, principalmente pantallas de ordenador que deben ser machacadas y enemigos que han de ser destruidos, antes de poder continuar a la siguiente habitación. Virtualmente todas las habitaciones requieren del uso de ambos personajes para ser completadas.
El juego cuenta con barras de energía separadas para cada personaje, restringiendo al jugador a un solo personaje si el otro muere, así como una barra de energía para El Amo. Al derrotar enemigos y destruir pantallas aparecen diversas ventajas. Si el jugador abandona la habitación sin recoger todas, su valor se añade a la energía de El Amo; cuando esta está completa, dichas ventajas se vuelven negativas y dañarán al jugador, hasta que este evite un número suficiente de ellas. Algunas habitaciones también cuentan con cabinas en la que ambos personajes pueden recargar energía. Si ambos personajes mueren, el jugador es devuelto al comienzo del juego.

## Desarrollo
Hammerfist fue el primer juego producido por la desarrolladora británica Vivid Image, compuesta por Mev Dinc, Hugh Riley y John Twiddy. Los tres trabajaron anteriormente para System 3, abandonándola tras culminar el desarrollo de Last Ninja 2 en 1988 para formar su propia compañía.
Se desarrolló una versión para Konix Multisystem, pero al no lanzarse la consola, tampoco lo hizo el juego.

## Recepción
Todas las versiones de Hammerfist recibieron buenas críticas en el momento de su publicación. A.C.E. calificó la versión Amiga como "gráficamente soberbia... un mejor juego de acción que muchas de las mediocres conversiones arcade disponibles actualmente para Amiga." Amiga Format puntuó el juego con un 89%, elogiando su complejidad y afirmando que "Hammerfist es definitivamente un juego que te mantendrá ocupado durante mucho tiempo." Zero otorgó al juego una valoración de 87 sobre 100, concluyendo "combinando la difícil pero desafiante jugabilidad con dramáticos gráficos y una excelente banda sonora, tenemos ante nosotros un sensacional arcade."